# Wálter Herrmann
Wálter Herrmann Heinrich (Venado Tuerto, 26 giugno 1979) è un ex cestista argentino con cittadinanza spagnola.

## Carriera

### Gli inizi e la carriera in Europa
Nel 1996, a 17 anni, inizia a giocare nella massima serie Argentina (la Liga Nacional de Básquetball). Gioca nell'Olimpia Venado Tuerto fino al 2000, per poi passare all'Atenas Córdoba con i quali giocò fino al 2002, anno in cui vinse il premio di miglior giocatore del campionato.
Nell 2002 si trasferisce in Europa e viene ingaggiato dagli spagnoli del Fuenlabrada, nella Liga ACB. La stagione successiva è nell'Club Baloncesto Málaga. Nel 2004 fa parte della Nazionale Argentina che vinse la medaglia d'oro alle Olimpiadi di Atene.

### Nella NBA
Nell'estate 2006 Herrmann entra nella NBA firmando un contratto con gli Charlotte Bobcats, senza passare per il draft. La prima stagione è positiva, sfiorando la doppia cifra di media nei punti, ed il grande finale di stagione disputato gli vale la nomina nel secondo quintetto rookie dell'anno. A metà dell'anno successivo viene scambiato ai Detroit Pistons, ma con la squadra del Michigan i minuti e le cifre di Hermann calano nettamente.

### Il ritorno in Spagna
Nel luglio 2009 torna in Spagna, al Saski Baskonia: a fine stagione vincerà la Lega ACB con il club basco.

## Vita privata
I suoi genitori, Héctor Herrmann and María Cristina Heinrich, hanno entrambi origini tedesche. Il 18 luglio 2003 sua madre, sua sorella e la sua fidanzata sono morte in un incidente stradale quando la Ford Ka sulla quale viaggiavano, probabilmente a causa di un colpo di sonno della conducente, ha invaso la corsia opposta, scontrandosi contro un'auto che viaggiava nella direzione opposta. A esattamente un anno di distanza dalla tragedia suo padre è deceduto a causa di un attacco di cuore. È sposato con Elena, con la quale ha due figlie.

## Statistiche

### NBA

#### Regular Season
| Anno      | Squadra           | PG  | PT | MP   | TC%  | 3P%  | TL%  | RP  | AP  | PRP | SP  | PP  |
| --------- | ----------------- | --- | -- | ---- | ---- | ---- | ---- | --- | --- | --- | --- | --- |
| 2006-2007 | Charlotte Bobcats | 48  | 12 | 19,5 | 52,7 | 46,1 | 77,4 | 2,9 | 0,5 | 0,4 | 0,1 | 9,2 |
| 2007-2008 | Charlotte Bobcats | 17  | 0  | 10,2 | 38,5 | 34,6 | 90,0 | 2,1 | 0,2 | 0,2 | 0,0 | 4,0 |
| 2007-2008 | Detroit Pistons   | 28  | 0  | 7,1  | 39,2 | 28,9 | 80,0 | 1,3 | 0,5 | 0,1 | 0,0 | 3,0 |
| 2008-2009 | Detroit Pistons   | 59  | 0  | 10,7 | 39,6 | 34,2 | 76,0 | 1,8 | 0,4 | 0,1 | 0,1 | 3,8 |
| Carriera  | Carriera          | 152 | 12 | 12,8 | 45,8 | 38,1 | 78,6 | 2,1 | 0,4 | 0,2 | 0,1 | 5,4 |

#### Playoffs
| Anno     | Squadra         | PG | PT | MP  | TC%  | 3P%  | TL%  | RP  | AP  | PRP | SP  | PP  |
| -------- | --------------- | -- | -- | --- | ---- | ---- | ---- | --- | --- | --- | --- | --- |
| 2008     | Detroit Pistons | 4  | 0  | 6,8 | 25,0 | 100  | 50,0 | 0,3 | 0,0 | 0,0 | 0,0 | 1,3 |
| 2009     | Detroit Pistons | 4  | 0  | 5,5 | 37,5 | 50,0 | -    | 0,3 | 0,5 | 0,3 | 0,0 | 2,0 |
| Carriera | Carriera        | 8  | 0  | 6,1 | 33,3 | 60,0 | 50,0 | 0,3 | 0,3 | 0,1 | 0,0 | 1,6 |

## Palmarès

### NBA
- NBA All-Rookie Second Team: 1

2007

### Liga ACB
- Campionato spagnolo: 2

Málaga: 2005-06
Saski Baskonia: 2009-10
- Copa del Rey: 1

Málaga: 2005
- MVP della stagione: 1

Fuenlabrada: 2002-2003

### Liga Nacional de Básquet
- MVP della stagione: 2

2001, 2014

### Altro
- Coppa Intercontinentale: 1

Flamengo: 2014